# Saint-Aubin-d'Aubigné
Saint-Aubin-d'Aubigné é uma comuna francesa na região administrativa da Bretanha, no departamento Ille-et-Vilaine. Estende-se por uma área de 23,59 km². Em 2010 a comuna tinha 3 941 habitantes (densidade: 167,1 hab./km²).